# Calconiscellus
Calconiscellus é um género de crustáceo da família Trichoniscidae.
Este género contém as seguintes espécies:
- Calconiscellus castelmartius (Verhoeff, 1938)
- Calconiscellus gibbosus (Carl, 1908)
- Calconiscellus gottscheensis (Verhoeff, 1927)
- Calconiscellus karawankianus (Verhoeff, 1908)
- Calconiscellus malanchinii Arcangeli, 1948
- Calconiscellus zanerae Brian, 1954